# Head over Heels (album de Poco)
Pour les articles homonymes, voir Head over Heels.
Albums de Poco
Cantamos The Very Best of Poco
Head over Heels est le huitième album du groupe américain de country rock, Poco. Il sort en 1975 chez ABC Records.

## Liste des pistes
| 1.    | Keep on Tryin'          | Timothy B. Schmit                 | 2:54 |
| 2.    | Lovin' Arms             | Rusty Young                       | 3:29 |
| 3.    | Let Me Turn Back to You | Paul Cotton                       | 3:37 |
| 4.    | Makin' Love             | Rusty Young                       | 2:55 |
| 5.    | Down in the Quarter     | Paul Cotton                       | 4:32 |
| 6.    | Sittin' on a Fence      | Rusty Young                       | 3:31 |
| 7.    | Georgia, Bind My Ties   | Paul Cotton                       | 3:25 |
| 8.    | Us                      | Rusty Young                       | 1:56 |
| 9.    | Flyin' Solo             | Timothy B. Schmit et John Brennan | 3:36 |
| 10.   | Dallas                  | Donald Fagen et Walter Becker     | 3:29 |
| 11.   | I'll Be Back Again      | Timothy B. Schmit                 | 3:02 |
| 36:26 |                         |                                   |      |